# Ian Dalziel
Ian Dalziel (n. 21 iunie 1947) este un om politic britanic, membru al Parlamentului European în perioada 1979-1984 din partea Regatului Unit.
1. ↑  Deputații în Parlamentul European